# Scambus rufator
Scambus rufator är en stekelart som beskrevs av Aubert 1964. Scambus rufator ingår i släktet Scambus och familjen brokparasitsteklar. Inga underarter finns listade i Catalogue of Life.